# Asplundia polymera
Asplundia polymera là một loài thực vật có hoa trong họ Cyclanthaceae. Loài này được (Hand.-Mazz.) Harling miêu tả khoa học đầu tiên năm 1954.